# LGV Saragosse - Huesca
La ligne Saragosse - Huesca longue de 79,4 km, n'est pas une ligne à grande vitesse, mais plus une ligne classique améliorée. Elle relie Saragosse à Huesca en Espagne. Elle est connectée à la LGV Madrid - Barcelone. Entre Saragosse et Tardienta, la ligne se compose de voies parallèles à écartement ibérique et UIC,. La vitesse maximale de voie à écartement international est 200 km/h. Entre Tardienta et Huesca, la ligne est une voie unique à écartement mixte, avec trois files de rail. La vitesse maximale de la section à écartement mixte est 160 km/h.
À sa mise en service, elle a permis de réduire le temps de parcours considérablement passant de 2h10 entre Madrid et Huesca contre 4 h 38 auparavant et à 35 minutes entre Huesca et Saragosse au lieu de 1 h 10 avant l'ouverture de la ligne.

## Gares du parcours
- Gare de Saragosse-Delicias : une des plus grandes gares d'Espagne en superficie
- Gare de Tardienta : gare capable de recevoir des trains à écartement ibérique et UIC.
- Gare de Huesca : le terminus se situe au centre de Huesca dont la nouvelle gare a dû être remodelée pour recevoir les voies à écartement UIC.

## Services assurés sur la ligne
| Service       | Service            | Gares intermédiaires                                     | Matériel | Temps de parcours |
| Départ        | Destination        | Gares intermédiaires                                     | Matériel | Temps de parcours |
| Madrid-Atocha | Huesca-Intermodale | Guadalajara-Yebes Calatayud Saragosse-Delicias Tardienta | S-102    | 2 h 15            |
| Madrid-Atocha | Huesca-Intermodale | Saragosse-Delicias                                       | S-102    | 2 h 05            |

| Service            | Service     | Gares intermédiaires | Matériel | Nom  |
| Départ             | Destination | Gares intermédiaires | Matériel | Nom  |
| Calatayud          | Jaca        | Saragosse-Delicias Tardienta Huesca-Intermodale Ayerbe - Sabiñánigo | 432      | R-5  |
| Saragosse-Delicias | Canfranc    | Villanueva del Gállego - Zuera - Almudevar Tardienta - Huesca-Intermodale Plasencia del Monte - Ayerbe Riglos Concilio - Riglos Santa María y La Peña - Anzánigo Caldearenas-Aquilué - Sabiñánigo - Jaca Castiello Pueblo - Castiello - Villanúa | 432      | R-41 |

## Projets
La ligne sera prolongée en Espagne vers le nord, en direction de Jaca et du col du Somport. Côté français elle sera peut être prolongée un jour vers Pau et Bordeaux.